# Індінок Іван Іванович
Іван Іванович Індінок (6 серпня 1938 — 14 червня 2025) — глава адміністрації Новосибірська з 1991 по 1993 рік, глава адміністрації Новосибірської області з 1993 по 1995 рік.

## Біографія
Народився 6 серпня 1938 року в с. Козловка Ачинського району Красноярського краю.
Закінчив Томський політехнічний інститут в 1962 році.
Обіймав різні інженерні посади на підприємствах ВПК Новосибірська з 1962 року. З 1972 по 1981 — старший інженер, начальник лабораторії, секретар парткому НВО «Схід».

### Політична діяльність
З 1981 по 1988 — другий, потім перший секретар Заельцовського райкому КПРС, другий секретар Новосибірського міськкому партії. У 1988 році був обраний головою виконкому Новосибірської міської Ради. У квітні 1990 року на цій посаді його змінив Олег Семченко. У 1988-1990 роках очолював Асоціацію сибірських і далекосхідних міст. У грудні 1991 року був призначений головою адміністрації Новосибірська .
У жовтні 1993 року після силового розгону З'їзду народних депутатів і Верховної Ради Росії був призначений главою адміністрації Новосибірської області замість знятого за підтримку народних депутатів Віталія Мухі.
У грудні 1993 року був обраний в Раду Федерації першого скликання, був членом Комітету у справах Федерації, федеративного договору та регіональної політики.
На перших виборах губернатора Новосибірської області в грудні 1995 року в першому турі посів перше місце (22,81% голосів), у другому турі програв колишньому главі регіону Віталію Мухі.
З 1997 року — член Політради ВОПД «Наш дім — Росія», в тому ж році став ініціатором створення міжрегіональної громадської організації «Сибірська партія» і був головою її Вищої ради до березня 1998 року.
В даний час є президентом гуманітарно-просвітницького клубу «Запали свічку» (Новосибірськ), головою громадської ради ГУ МВС Росії по Сибірському федеральному округу. Почесний житель Новосибірська .